# Вацманн
Вацманн (нем. Watzmann, бав. Watzmo) — гора на юго-востоке Баварии.
Высота над уровнем моря — 2713 м, это третья по абсолютной высоте гора Германии после Цугшпитце (2968 м) и Хохваннера (2746 м), но в отличие от них полностью находится в Германии. Вацманн расположен на территории общины Берхтесгаден западнее озера Кёнигсзее, недалеко от границы с Австрией.
Вацманн представляет собой горный массив с тремя основными пиками: Миттельшпитце (2713 м), Зюдшпитце (2712 м) и Хохек (2651 м).
Первое восхождение на Хохек зарегистрировано в 1784 году, на Миттельшпитце — в 1799 году (по другим данным — в 1800 году), на Зюдшпитце — только в 1832 году. Первое зимнее восхождение зарегистрировано 1 февраля 1871 года.

## Галерея

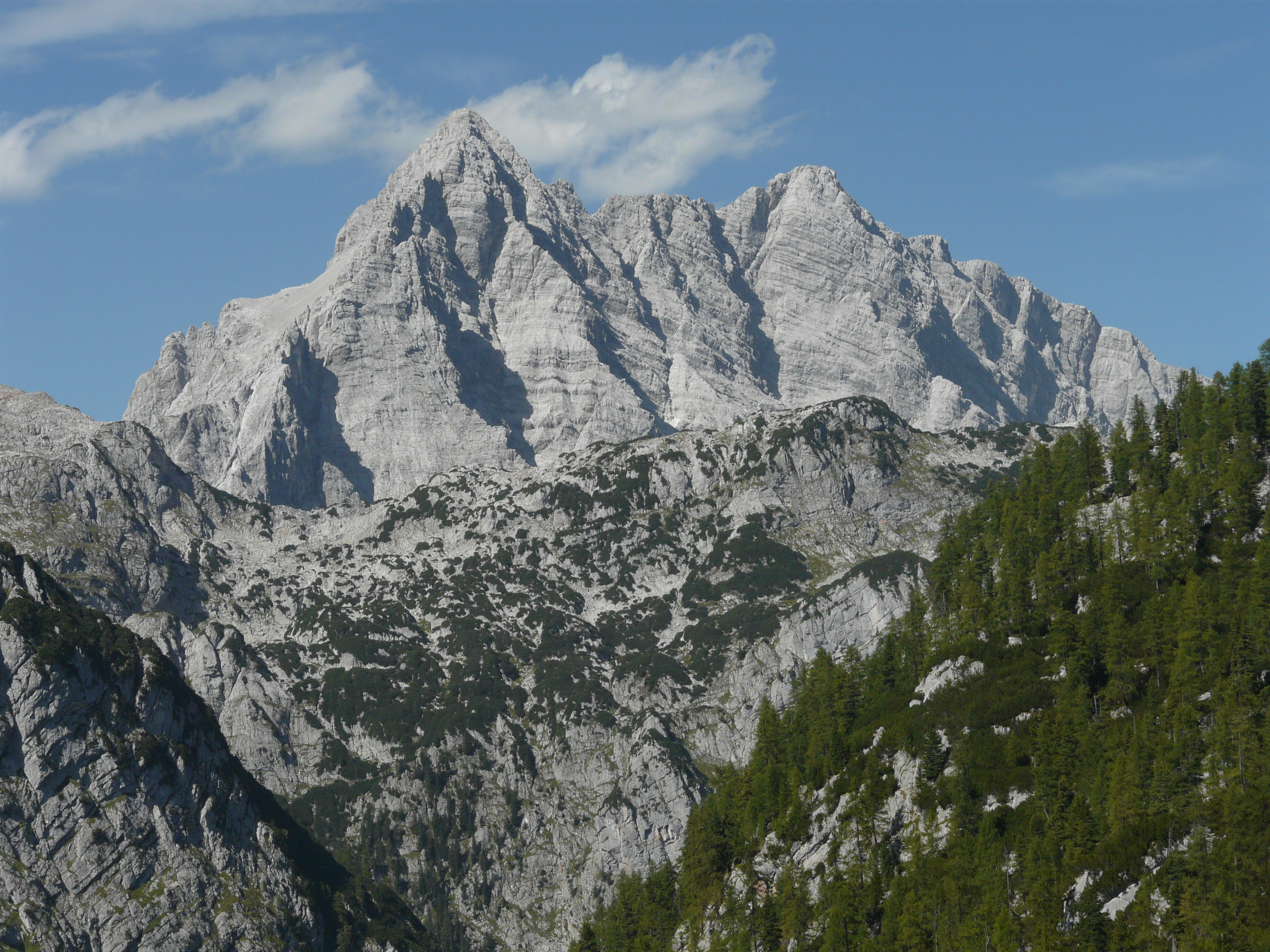
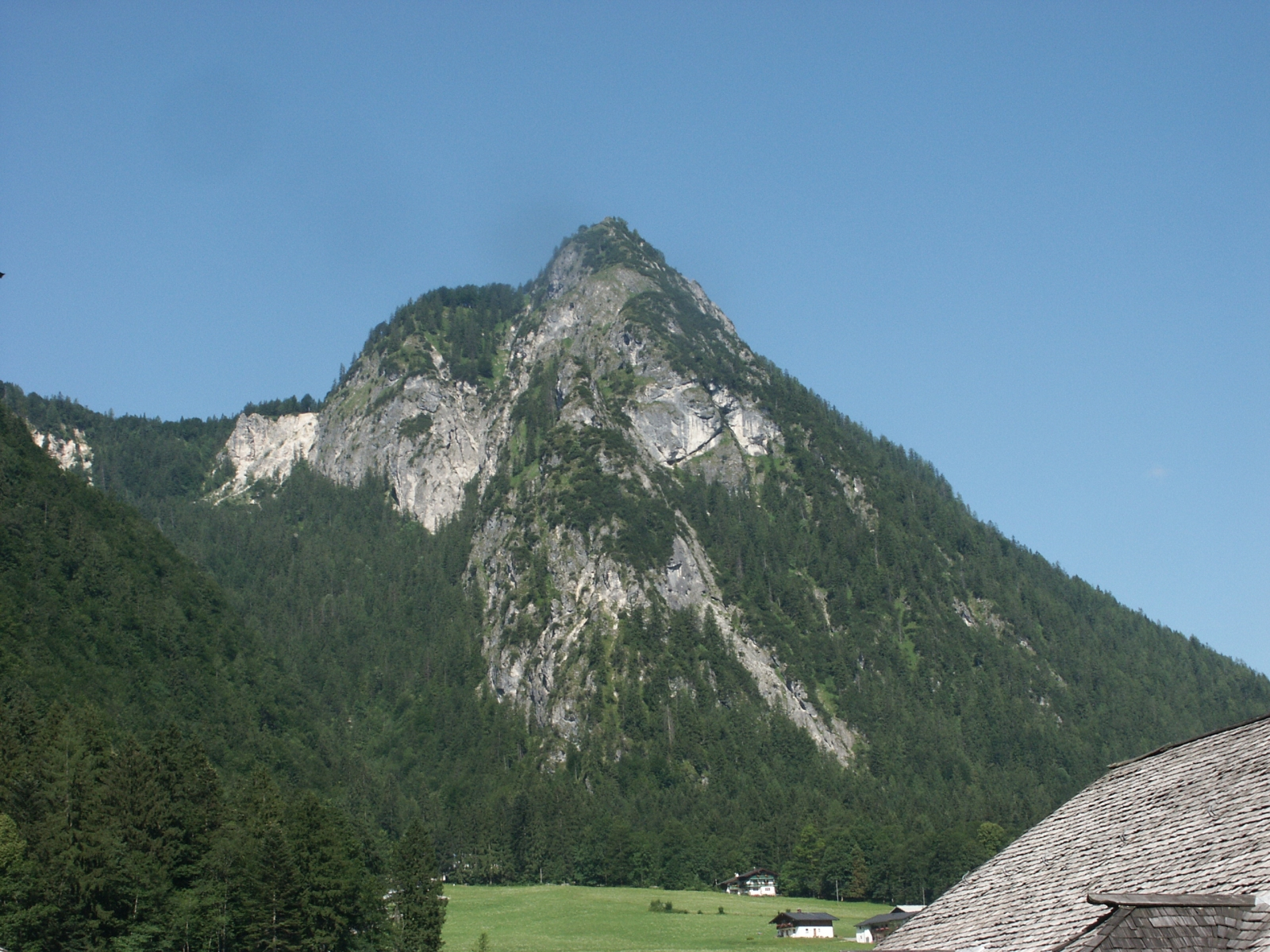
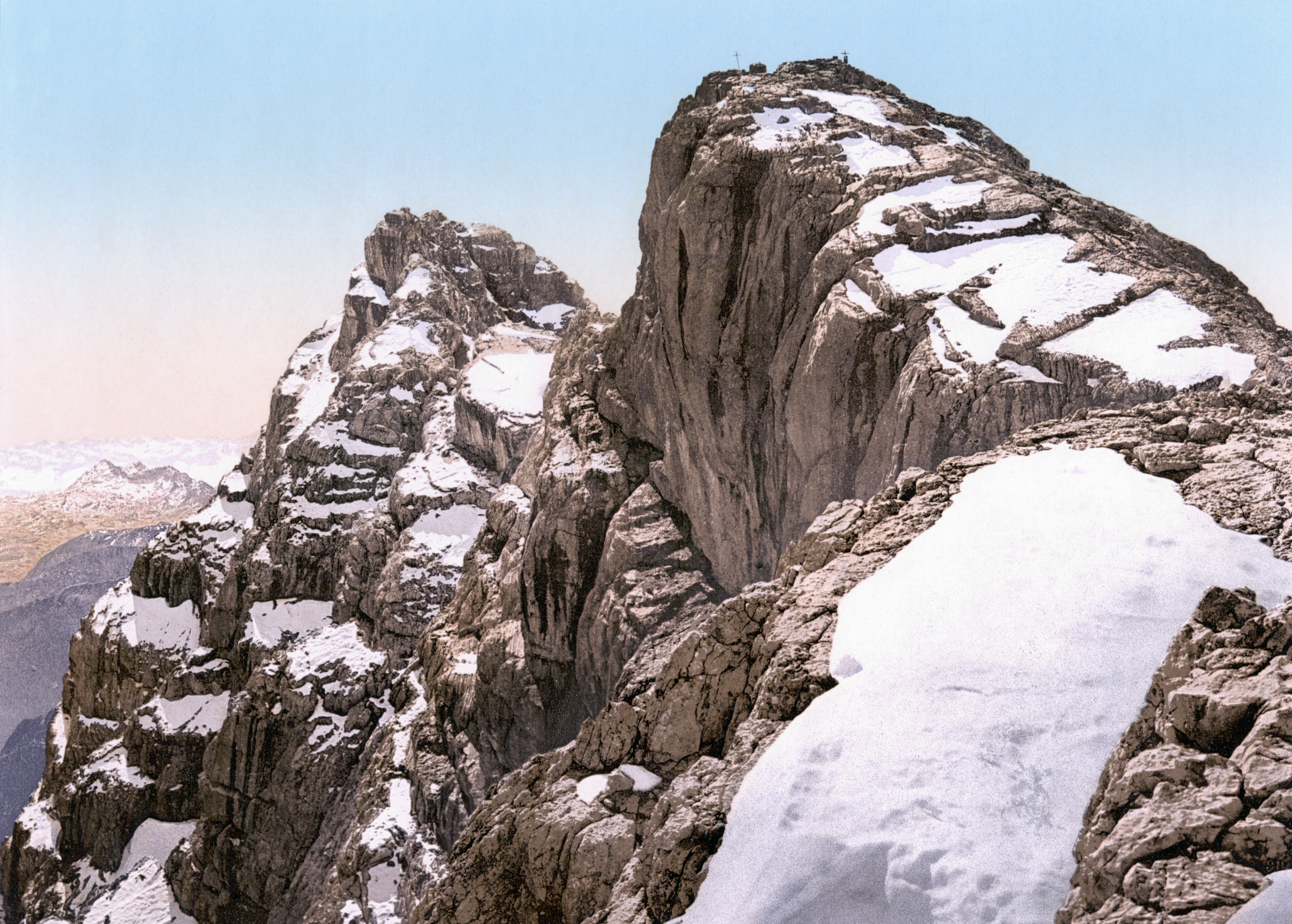
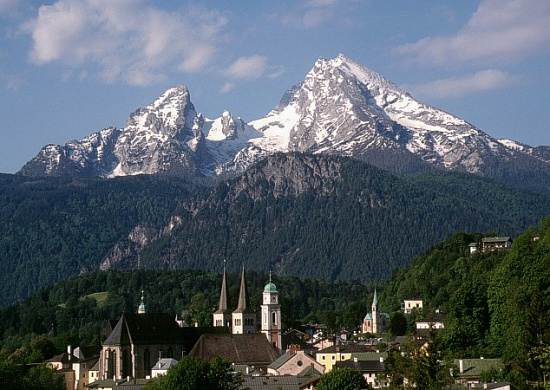